# Orsolya Takács
Orsolya Takács (Budapeste, 20 de maio de 1985) é uma jogadora de polo aquático húngara.

## Carreira
Takács disputou três edições de Jogos Olímpicos pela Hungria: 2008, 2012 e 2016. Em todas as ocasiões sua equipe terminou na quarta colocação.